# Anthophora ursina
Anthophora ursina là một loài Hymenoptera trong họ Apidae. Loài này được Cresson mô tả khoa học năm 1869.